# Halbblut (Pferd)
In der Pferdezucht bezeichnet man als Halbblut eine Kreuzung aus Vollblut und einer anderen Pferderasse. Es gibt Halbblut-Produkte nach Kreuzungen mit englischem oder arabischem Vollblut. 

## Geschichte
Vor allem in der Doppelmonarchie Österreich-Ungarn war der Begriff für Militärpferde gebräuchlich, welche in großer Zahl in den Staatsgestüten (Lipizza, Kladrub, Piber, Radautz, Bábolna, Fogaras, Kisbér, Mezőhegyes) und in den Landeszuchten gezogen wurden. Man unterschied jeweils „schweres“ und „leichtes“ englisches bzw. orientalische Halbblut. Beispiele: Nonius war schweres englisches Halbblut, Gidran war schweres orientalisches Halbblut.

## Eigenschaften
Der Begriff Halbblut wird als Abgrenzung zum englischen Vollblut benutzt. Halbblüter gelten als temperamentvoller als Warmblüter und werden deshalb oft im Pferdesport eingesetzt. Ihre eigentliche Domäne ist die Vielseitigkeit, wo sie ihr Galoppiervermögen, ihre Wendigkeit, Härte und Ausdauer ausspielen können. Unter Freizeitreitern sind sie aufgrund ihres Temperaments nicht so beliebt, da dieses gerade für Gelegenheitsreiter oft problematisch werden kann. Das Halbblut kann zeitgemäß als hoch veredeltes Warmblut bezeichnet werden, es wird in keiner eigenen züchterischen Kategorie geführt; es ist ein Warmblut- oder Sportpferd mit sehr hohem Edelblutanteil. Dieser wird von den Zuchtorganisationen über deren Körungen bzw. Zuchtbuchordnungen geregelt. Heute wird in der Sportpferdezucht mit relativ niederem Vollblut-Anteil gezüchtet, da die meisten Rassen bereits über einen genügend hohen Anteil verfügen; Vollblut wird auf dem Wege der direkten Einkreuzung nur mehr relativ selten eingesetzt. Das war in den Anfängen der Warmblutzucht anders, da man auf schnellem Wege leistungsfähigere, leichtere Armeepferde brauchte.
Der irische Hunter ist ein Halbblut im schweren Typ. Er entsteht traditionell aus der Kreuzung Vollblut-Hengst mal Irish Draught-Stute (schweres Warmblut). Ist die Mutterstute bereits veredelt, dann erhält man einen sogenannten Leichtgewichts-Hunter mit 3/4 Vollblutanteil.
Halbblüter haben in der Regel einen Vollblutanteil von 50 Prozent. Auch Pferde mit einem größeren Vollblutanteil werden als Halbblüter bezeichnet. Teilweise kann der Vollblutanteil die Grenze von 7/8 übersteigen. Zuchttechnisch gilt in der Vollblutzucht auch ein Pferd mit nur einem Warmblut-Vorfahren als Halbblut. Das englische Vollblut wird in Reinzucht mit einem geschlossenen Zuchtbuch gezüchtet. Ist z. B. nur ein Ahne aus 32 Ahnen ein Nicht-Vollblut, dann kommt das Produkt in das Halbblut-Register von Weatherbys in England, die das Zuchtbuch führen. In Deutschland gilt folgendes: Halbblüter werden im Gestütbuch eines Landespferdezuchtverbandes (wie z. B. Hannoversches Pferdestammbuch etc.) eingetragen, und nicht beim Direktorium für Vollblutzucht und Rennen.

## Galopprennsport
Halbblüter mit einem besonders hohen Anteil an Vollblut werden auch im Galopprennsport, und dort speziell in Hindernisrennen eingesetzt. In Frankreich wird die Halbblutzucht deswegen im großen Stil mit ca. 2000 Mutterstuten betrieben. Dort hat sich mit dem französischen Anglo-Araber seit vielen Jahrzehnten eine eigene „Halbblut-Rasse“ entwickelt, die im Rennsport, in der Vielseitigkeit und als Veredler in der Zucht hoch geschätzt wird. Im direkten Leistungsvergleich mit englischem Vollblut kann bezüglich Galoppiervermögen keine Rasse bestehen, aber als gelungene Kombinationskreuzung ist der Anglo-Araber ein wertvolles Pferd. Analog dazu waren die frühen ostpreußischen Trakehner und die ungarischen Gidrans quasi durchgezüchtete Halbblutrassen, wenn auch mit Anteilen iberischer und anderer Rassen.

## Halbblutzucht in Deutschland
In Deutschland war in den sechziger Jahren der erfolgreichste Halbblüter im Galopprennsport Dornkaat, der von G. u. W. Blohme im Zuchtgebiet Hannover gezücht wurde. Eine große Halbblutzucht für den Galopprennsport wird von der Familie Hüner im Zuchtgebiet Hannover betrieben. Da der Hindernissport in Deutschland nur noch eine geringe Bedeutung hat, ist auch die Anzahl der Halbblüter im Galopprennsport stark rückläufig.